# Файзиев, Латиф Абидович
Латиф Абидович Файзиев (узб. Latif Obidovich Fayziyev; 2 января 1929, Ташкент, Узбекистан — 21 октября 1994, там же) — советский и узбекский актёр театра и кино, кинорежиссёр и сценарист. Народный артист Узбекской ССР (1979).

## Биография
В 1941—1945 годы актёр Ташкентского театра юного зрителя и одновременно студент театральной студии при нём. В 1951 году окончил ВГИК (мастерская Игоря Савченко). Сразу после этого зачисляется в штат Ташкентской киностудии (ныне «Узбекфильм»). Начинал как кинодокументалист. Ставил короткометражные фильмы, а с 1954 года — в большом кино. Ставил фильмы как самостоятельно, так и в соавторстве с другими режиссёрами. Работал на «Таджикфильме». В 1958—1967 годах — 1-й секретарь Союза кинематографистов Узбекистана. В 1986—1988 годы — главный режиссёр Узбекского театра драмы имени Хамзы. Член КПСС в 1953—1991 годах.
Сын Фуркат Файзиев тоже кинорежиссёр.

## Избранная фильмография

### Актёр
- 1948 — Третий удар — Файзиев
- 1951 — Тарас Шевченко — киргиз
- 1975 — Восход над Гангом

### Режиссёр
- 1951 — Никита Братусь
- 1952 — По Аму-Дарье
- 1953 — Бай и батрак (с Александром Гинзбургом по пьесе Хамзы)
- 1955 — Крушение эмирата (с Владимиром Басовым)
- 1956 — Священная кровь  (по Айбеку)
- 1957 — По путёвке Ленина
- 1959 — Второе цветение
- 1961 — Птичка-невеличка (по Абдулле Каххару)
- 1964 — Звезда Улугбека
- 1965 — Родившийся в грозу
- 1968 — Сыны отечества
- 1970 — Легенда старой крепости[1]
- 1971 — Ожившие миниатюры[1]
- 1975 — Восход над Гангом
- 1976 — Ресницы для окон
- 1979 — Приключения Али-Бабы и сорока разбойников (с Умешем Мехрой)
- 1981 — Служа Отечеству
- 1981 — Золотое руно (с Мухтаром Ага-Мирзаевым)
- 1983 — Пробуждение
- 1984 — Легенда о любви (с Умешем Мехрой)
- 1986 — Охота на дракона
- 1991 — По закону джунглей

### Сценарист
- 1956 — Священная кровь
- 1975 — Восход над Гангом
- 1983 — Пробуждение
- 1984 — Легенда о любви
- 1991 — По закону джунглей

## Награды и премии
- орден Трудового Красного Знамени (22.08.1986)
- орден «Знак Почёта» (18.03.1959)[2]
- Государственная премия Узбекской ССР (1982)
- 2-я премия II Всесоюзного кинофестиваля (1966) — за фильм «Звезда Улугбека»
- Заслуженный деятель искусств Узбекской ССР (13.11.1964)[3]
- Народный артист Узбекской ССР (1979)